# Nueva entidad química
Una nueva entidad química (NCE, del inglés new chemical entity) es, según la Administración de Drogas y Alimentos de los EE. UU., un medicamento que no contiene un resto activo que ha sido aprobado por la FDA en cualquier otra solicitud presentada bajo la sección 505 (b) de la Ley Federal de Alimentos, Medicamentos, y Ley de Cosméticos.
Una nueva entidad molecular (NME, del inglés new molecular entity) es un fármaco que contiene una fracción activa que nunca ha sido aprobada por la FDA ni comercializado en los EE. UU.

## Definición
Un resto activo es una molécula o ion, excluyendo las porciones adjuntas de la molécula que hacen que el fármaco sea un éster, sal (incluida una sal con enlaces de hidrógeno o de coordinación) u otro derivado no covalente (como un complejo, quelato o clatrato) de la molécula, responsable de la acción fisiológica o farmacológica del fármaco.
Un NCE es una molécula desarrollada por la empresa innovadora en la etapa inicial de descubrimiento de un fármaco, que tras ser sometida a ensayos clínicos podría traducirse en un fármaco que podría ser un tratamiento para alguna enfermedad. La síntesis de una NCE es el primer paso en el proceso de desarrollo de un fármaco. Una vez que se ha completado la síntesis de la NCE, las empresas tienen dos opciones ante sí. Pueden realizar ensayos clínicos por su cuenta o licenciar el NCE a otra empresa. En la última opción, las empresas pueden evitar el costoso y prolongado proceso de los ensayos clínicos, ya que la empresa titular de la licencia estaría realizando más ensayos clínicos y posteriormente lanzaría el fármaco. Las empresas que adopten este modelo de negocio podrían generar altos márgenes, ya que obtienen un pago único enorme por el NCE, además de celebrar un acuerdo de reparto de ingresos con la empresa licenciataria.
Según la Ley de Enmiendas de la Administración de Alimentos y Medicamentos de 2007, todas las entidades químicas nuevas deben ser revisadas primero por un comité asesor antes de que la FDA pueda aprobar estos productos.